# Happy Madison Productions
Happy Madison Productions är ett amerikanskt film- och TV-produktionsbolag som grundades 1999 av Adam Sandler. Happy Madison har fått sitt namn från filmerna Happy Gilmore och Billy Madison, i vilka Sandler har spelat huvudrollerna. Den äldre mannen som avbildas i logotypen är Sandlers avlidne far Stanley (som avled 2003), som även säger den ackompanjerande frasen "Terrific".

## Filmografi
| År   | Film                                | Regissör                       | Distributör                                                | Budget         | Inspelat        |
| ---- | ----------------------------------- | ------------------------------ | ---------------------------------------------------------- | -------------- | --------------- |
| 1999 | Deuce Bigalow: Male Gigolo          | Mike Mitchell                  | Buena Vista Pictures (Touchstone Pictures)                 | $17 miljoner   | $92.9 miljoner  |
| 2000 | Little Nicky                        | Steven Brill                   | New Line Cinema                                            | $85 miljoner   | $58.3 miljoner  |
| 2001 | Joe Dirt                            | Dennie Gordon                  | Columbia Pictures                                          | $17.7 miljoner | $31 miljoner    |
| 2001 | The Animal                          | Luke Greenfield                | Columbia Pictures                                          | $47 miljoner   | $84.8 miljoner  |
| 2002 | Mr. Deeds                           | Steven Brill                   | Columbia Pictures/New Line Cinema                          | $50 miljoner   | $171.3 miljoner |
| 2002 | The Master of Disguise              | Perry Andelin Blake            | Columbia Pictures                                          | $16 miljoner   | $43.4 miljoner  |
| 2002 | Eight Crazy Nights                  | Seth Kearsley                  | Columbia Pictures                                          | $34 miljoner   | $23.8 miljoner  |
| 2002 | The Hot Chick                       | Tom Brady                      | Buena Vista Pictures (Touchstone Pictures)                 | $34 miljoner   | $54.6 miljoner  |
| 2003 | Anger Management                    | Peter Segal                    | Columbia Pictures                                          | $75 miljoner   | $195.7 miljoner |
| 2003 | Dickie Roberts: Former Child Star   | Sam Weisman                    | Paramount Pictures                                         | $17 miljoner   | $23.8 miljoner  |
| 2004 | 50 First Dates                      | Peter Segal                    | Columbia Pictures                                          | $75 miljoner   | $196.5 miljoner |
| 2005 | The Longest Yard                    | Peter Segal                    | Paramount Pictures/Columbia Pictures                       | $82 miljoner   | $190.3 miljoner |
| 2005 | Deuce Bigalow: European Gigolo      | Mike Bigelow                   | Columbia Pictures                                          | $22 miljoner   | $45.1 miljoner  |
| 2006 | Grandma's Boy                       | Nicholaus Goossen              | 20th Century Fox                                           | $5.5 miljoner  | $37.9 miljoner  |
| 2006 | The Benchwarmers                    | Dennis Dugan                   | Columbia Pictures                                          | $33 miljoner   | $65 miljoner    |
| 2006 | Click                               | Frank Coraci                   | Columbia Pictures                                          | $82.5 miljoner | $237.7 miljoner |
| 2007 | Reign Over Me                       | Mike Binder                    | Columbia Pictures                                          | $20 miljoner   | $22.2 miljoner  |
| 2007 | I Now Pronounce You Chuck and Larry | Dennis Dugan                   | Universal Pictures                                         | $85 miljoner   | $186.1 miljoner |
| 2008 | Strange Wilderness                  | Fred Wolf                      | Paramount Pictures                                         | $20 miljoner   | $7 miljoner     |
| 2008 | You Don't Mess with the Zohan       | Dennis Dugan                   | Columbia Pictures                                          | $90 miljoner   | $201.8 miljoner |
| 2008 | The House Bunny                     | Fred Wolf                      | Columbia Pictures                                          | $25 miljoner   | $70.4 miljoner  |
| 2008 | Bedtime Stories                     | Adam Shankman                  | Walt Disney Studios Motion Pictures (Walt Disney Pictures) | $80 miljoner   | $212.9 miljoner |
| 2009 | Paul Blart: Mall Cop                | Steve Carr                     | Columbia Pictures                                          | $26 miljoner   | $183.3 miljoner |
| 2009 | Funny People                        | Judd Apatow                    | Universal Pictures/Columbia Pictures                       | $75 miljoner   | $71.6 miljoner  |
| 2009 | The Shortcut                        | Nicholaus Goossen              | Lionsgate                                                  | $1 miljoner    | N/A             |
| 2010 | Grown Ups                           | Dennis Dugan                   | Columbia Pictures                                          | $80 miljoner   | $271.4 miljoner |
| 2011 | Just Go with It                     | Dennis Dugan                   | Columbia Pictures                                          | $80 miljoner   | $214.9 miljoner |
| 2011 | Zookeeper                           | Frank Coraci                   | Columbia Pictures/Metro-Goldwyn-Mayer                      | $80 miljoner   | $169.9 miljoner |
| 2011 | Bucky Larson: Born to Be a Star     | Tom Brady                      | Columbia Pictures                                          | $10 miljoner   | $2.5 miljoner   |
| 2011 | Jack and Jill                       | Dennis Dugan                   | Columbia Pictures                                          | $79 miljoner   | $149.7 miljoner |
| 2012 | That's My Boy                       | Sean Anders                    | Columbia Pictures                                          | $70 miljoner   | $57.7 miljoner  |
| 2012 | Here Comes the Boom                 | Frank Coraci                   | Columbia Pictures                                          | $42 miljoner   | $73.1 miljoner  |
| 2013 | Grown Ups 2                         | Dennis Dugan                   | Columbia Pictures                                          | $80 miljoner   | $246.6 miljoner |
| 2014 | Blended                             | Frank Coraci                   | Warner Bros.                                               | $40 miljoner   | $126.8 miljoner |
| 2015 | Paul Blart: Mall Cop 2              | Andy Fickman                   | Columbia Pictures                                          | $30 miljoner   | $103.7 miljoner |
| 2015 | Joe Dirt 2: Beautiful Loser         | Fred Wolf                      | Crackle                                                    | N/A            | N/A             |
| 2015 | Pixels                              | Chris Columbus                 | Columbia Pictures                                          | $88 miljoner   | $244.9 miljoner |
| 2015 | The Ridiculous 6                    | Frank Coraci                   | Netflix                                                    | $60 miljoner   | N/A             |
| 2016 | The Do-Over                         | Steven Brill                   | Netflix                                                    | $40 miljoner   | N/A             |
| 2017 | Sandy Wexler                        | Steven Brill                   | Netflix                                                    | N/A            | N/A             |
| 2018 | The Week Of                         | Robert Smigel                  | Netflix                                                    | N/A            | N/A             |
| 2018 | Father of the Year                  | Tyler Spindel                  | Netflix                                                    | N/A            | N/A             |
| 2018 | 100% Fresh                          | Steven Brill                   | Netflix                                                    | N/A            | N/A             |
| 2019 | Murder Mystery                      | Kyle Newacheck                 | Netflix                                                    | N/A            | N/A             |
| 2020 | The Wrong Missy                     | Tyler Spindel                  | Netflix                                                    | N/A            | N/A             |
| 2020 | Hubie Halloween                     | Steven Brill                   | Netflix                                                    | N/A            | N/A             |
| 2022 | Home Team                           | Charles Kinnane Daniel Kinnane | Netflix                                                    | N/A            | N/A             |
| TBA  | Hustle                              | Jeremiah Zagar                 | Netflix                                                    | N/A            | N/A             |

### TV-serier
- 2007–2013 – Rules of Engagement (TV-serie)